# Samuel Mqhayi

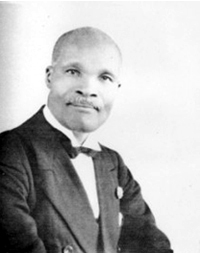
Samuel Mqhayi (1945)

Samuel Edward Krune Mqhayi [m'ka:ji] (* 1. Dezember 1875 in Gqamahashe; † 29. Juli 1945 in East London) war ein südafrikanischer Erzähler und Lyriker.

## Kurzbiographie
Mqhayi wurde in Gqamahashe als Angehöriger des Xhosa-Volkes geboren. Sein Vater war Lehrer. Mqhayi besuchte eine Missionsschule und wurde auch selbst Lehrer. Er war auch Herausgeber von Literaturzeitschriften. Mit seinem in der Xhosa-Sprache verfassten Roman Ityala lama wele (1914, dt.: Der Rechtsfall der Zwillinge), der als Lesebuch Einzug in die Schulen seiner Heimat hielt, legte Mqhayi den Grundstein für eine moderne Xhosa-Literatur. Neben historischen Abhandlungen verfasste Samuel Mqhayi auch Gedichte, in denen er die traditionelle Form des Preisliedes benutzt, um die britische Kolonialherrschaft zu karikieren. Mqhayi starb am 29. Juli 1945 in East London (Südafrika). Von ihm stammen aus dem Jahre 1927 sieben Strophen zum Lied Nkosi Sikelel’ iAfrika, das Teil der südafrikanischen Nationalhymne ist.

## Weitere Werke
- Imihobe nemibongo, yokofundwa ezikolweni (Gedichte, 1927, Frohe Lieder und Wiegenlieder für den Schulgebrauch)
- UDon Jani (Biographie, 1929)
- UMqhayi wase Ntab’ozuko (Autobiographie, 1939, dt.: Mqhayi vom Gebetsberg)
- Inzuzo (Gedichte, 1942, dt.: Belohnung)

| Personendaten    | Personendaten                                    |
| ---------------- | ------------------------------------------------ |
| NAME             | Mqhayi, Samuel                                   |
| ALTERNATIVNAMEN  | Mqhayi, Samuel Edward Krune (vollständiger Name) |
| KURZBESCHREIBUNG | südafrikanischer Erzähler und Lyriker            |
| GEBURTSDATUM     | 1. Dezember 1875                                 |
| GEBURTSORT       | Gqamahashe                                       |
| STERBEDATUM      | 29. Juli 1945                                    |
| STERBEORT        | East London (Südafrika)                          |